# Torta del Casar
La  Torta del Casar è un formaggio spagnolo  prodotto con latte di pecore - delle varietà merino e entrefino -   allevata nel Cáceres, provincia della comunità autonoma dell'Estremadura.
Dal agosto 2003, a livello europeo, la denominazione Torta del Casar è stata riconosciuta denominazione di origine protetta (DOP).

## Descrizione
La Torta del Casar DOP si presenta in forme cilindriche con una crosta giallo ocra semidura. All'interno la pasta è molle e spalmabile di color bianco-giallognolo con presenza di occhiatura. Il formaggio è leggermente amaro con un retrogusto molto persistente.